# زائر صلح
 میلدرد نورمن رایدر بهتر شناخته شده به نامِ زائر صلح و زاده شده با نامِ میلدرد میزت نورمن (۱۹۰۸ ژوئیه ۱۸ - ۱۹۸۱ ژوئیه ۷) یک زن و یک استادِ معنوی غیر مذهبی، عارف،صلح‌جو ، گیاه‌خوار و فعال صلح آمریکایی بود. در ۱۹۵۲، او نخستین زنی بود که تمام طول مسیر آپالاچی را در یک فصل پیمود. او همچنین سراسر ایالات متحده را حداقل هشت بار و به احتمالِ زیاد بیش از ۲۰ بار با پای پیاده پیمود. در ژانویه ۱، ۱۹۵۳ در پاسادینا، کالیفرنیا او نام زائر صلح را برگزید و تمامِ ایالات متحده را برای ۲۸ سال پیمود.

## مفاهیم وابسته
- زائر
- صلح
- فعال صلح